# Хадрамаут (регион)
Хадрамаут, устар. Гадрамаут (араб. حضرموت‎), — регион, историческая область на юге Аравийского полуострова, а также название одного из древних южноаравийских царств, по которому и получила имя соответствующая область Аравии. Иногда область Хадрамаут именуют: губернаторство Хадрамаут, регион Хадрамаут, мухафаза Хадрамаут — в зависимости от автора, перевода и затронутого исторического периода.
В настоящее время — также название одной из провинций Йемена, в которую, помимо континентальной части, в 2004—2013 гг. входил архипелаг Сокотра.

## Происхождение названия
Происхождение названия точно не известно. Было выдвинуто несколько версий. По одной из них, это прозвище Амра ибн Кахтана (عمرو بن قحطان), означавшее «смерть пришла» от хадр (по-арабски — «пришёл, пришла») и маут (по-арабски — «смерть»). Это прозвище он получил, поскольку его вступление в битву означало смерть многих воинов.
Библейские словари возводят название Хадрамаут к Хазармаветху (ивр. Хацармавет=חצרמות, что значит «подворье (местность) смерти»), сыну Йоктана в Книге Бытие 10:26-28.
Согласно ещё одной версии, слово происходит от греческого гидревмата — огороженные, а зачастую и укреплённые источники воды в вади (гидревма — укреплённый, охраняемый людьми колодец или пункт водоснабжения на караванном пути).

## История

### Хадрамаутское царство
На рубеже второго—первого тысячелетий до н. э. здесь сформировалось Хадрамаутское царство со столицей в Шабве. Оно упоминается в Библии, сабейских надписях VII век до н. э. — IV веке н. э., в трудах античных авторов. Периодически Хадрамаут был союзником другого государства — Саба. В III веке царь Хадрамаута заключил с правителем Сабы союз против Аксумского царства. Есть сведения о заключении во II веке Хадрамаутом союза с Сабейским царством и Аксумом против Химьяритского царства. В IV веке химьяриты завладели государством Хадрамаут и включили его в состав Химьяритского царства.

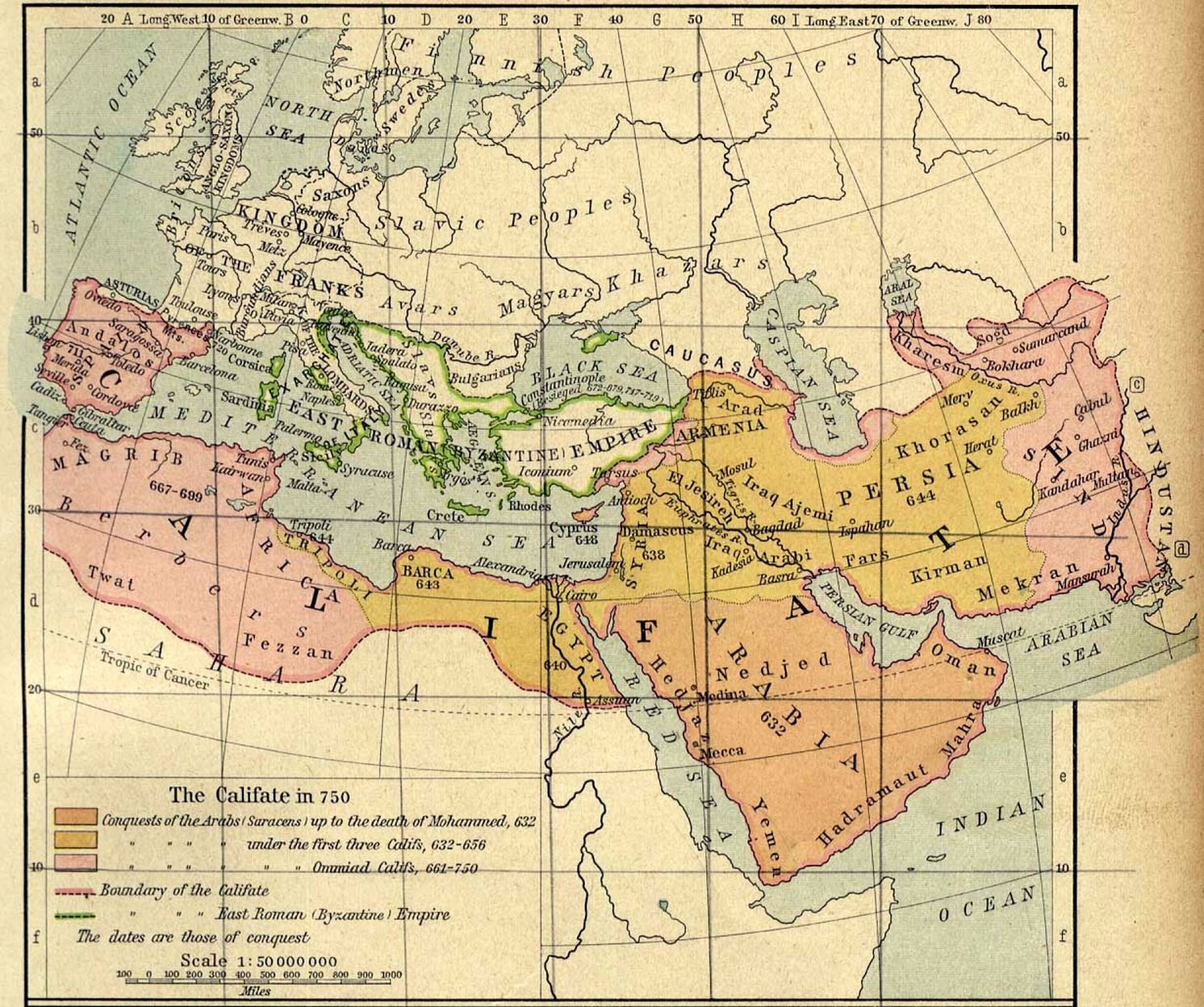
Арабский Халифат в VII и VIII веках

В период между 540 и 547 годами царство Киндитов было окончательно уничтожено Лахмидами. Киндиты покинули Внутреннюю Аравию и переселились в Хадрамаут на юг, где оставалась часть их соплеменников; там они образовали новое государство. По данным арабских источников, из Центральной Аравии и из восточных областей переселилось более 30 тыс. киндитов. Однако они продолжали участвовать в политической жизни Ближнего Востока, в военных походах химьяритов выступали в качестве их союзников.

### Территория Хадрамаута после прихода арабов
Приход на территорию Хадрамаута арабов привёл к распространению арабского языка и ислама (1-я половина VII века). Хадрамаут был в числе первых районов, где распространилось движение хариджитов (VII—VIII вв.).
В 1035 году на территории Хадрамаута, на побережье Аденского залива основано рыбацкое поселение Мукалла.
До середины XI века эта область входила в состав Омана, а затем в состав йеменских государств. В начале XIX века на территорию Хадрамаута вторглись ваххабиты.
Освоение территории Южного Йемена британской Ост-Индской компанией началось с захвата в 1832 году и приобретения в 1839 порта Аден, в дальнейшем служившего базой и важным стратегическим пунктом на морском пути в Индию. С открытием Суэцкого канала 17 ноября 1869 года значение этого форпоста возросло.
В 1888 году Великобритании удалось установить протекторат над княжеством Куайти — крупнейшим на территории Хадрамаута, в 1918 году — над княжеством Катири. В конце 1930-х гг., после заключения «мира Инграмса», Хадрамаут вошёл в состав Восточного протектората Аден Великобритании.

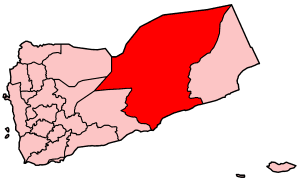
Мухафаза Хадрамаут на карте Йемена.

### Хадрамаут в XX веке
Вооруженная национально-освободительная борьба народа Южного Йемена привела в 1967 году к освобождению Хадрамаута и включению его в состав независимой Народной Республики Южного Йемена (с 1970 года — Народная Демократическая Республика Йемен), а в 1990 году, после объединения Северного Йемена и Южного Йемена, в состав Йеменской Республики.